# عبد الجبار المفتي
عبد الجبار المفتي أحد كبار العلماء والشعراء المسلمين وشيخ المذاهب الاربعة راستاذ المواريث في سوريا. وهو فقيه لغوي من الطراز الأول.

## عنه
تقدم إلى امتحان الابتدائية بصفة طالب حر عام 1950 م ونالها، الإعدادية 1953 م ونالها وحصل على الثانوية العامة الفرع الادبي دراسة حرة عام 1961 م.وفي نفس العام اجازه والده محمد سعيد في العلوم الدينية والشرعية. وسجل في كلية الشريعة جامعة دمشق. ولكن مرض والده واهتم في علاجه. يعتبر عبد الجبار أحد كبار الشعراء السوريون. له القصائد الوجدانية، والوصفية والدينية. ندب لتدريس اللغة العربية في المدارس الإعدادية بدير الزور.
تزين القول في ميزان عــــدل .... بهـدي السنة والقرآن غالــب
تجيــــب (أقول)فهــــي نـــــور ... من التبــر النفيــس بلا شوائــــــب
ويرتاح الضمير لحســــن قول ..... كحـــــق اســتدل إليه صاحـــــــب

## من مؤلفاته
- معجم وادي الفرات
- كيف تتعلم الفرائض من دون معلم
- المقامة الرستانية
- اعراب الجمل
- العروض والقوافي
- الخطابة 3 اجزاء (الخطب الجمعة)
- شرح شواهد اللغة العربية (12 جزءا)
- رحلتي إلى الحج
- الملك لير لشكسبير (ترجمه)
- سلسلة علمية في صنع الوسائل التعليمية من خامات البيئة المحلية/
- ديوان شعر
- الحج والعمرة
- كتب تمثلية (المرشد والمهرج)
- الشيخ زعرور